# ماريو ضد دونكي كونغ: تيببينغ ستارز
ماريو ضد دونكي كونغ: تيببينغ ستارز (بالإنجليزية: Mario vs. Donkey Kong: Tipping Stars)‏ هي لعبة فيديو ألغاز تم تطويرها بواسطة نينتندو سوفتوير تكنلوجي ونشرتها نينتندو لـ نينتندو 3دي أس ووي يو. إنها اللعبة السادسة في سلسلة ماريو ضد دونكي كونغ. تم إصدار اللعبة في جميع أنحاء العالم في مارس 2015 على نينتندو إي شوب لجميع المناطق، باستثناء اليابان. هذا هو أول لعبة تنشرها نينتندو لدعم مفهوم الشراء المتقاطع، وأول لعبة على نينتندو 3دي أس لدعم طوابع Miiverse. إذا اشترى اللاعبون إصدارًا واحدًا، فسيحصلون على رمز تنزيل مجاني للإصدار الآخر.

## أسلوب اللعب

أسلوب لعب اللعبة على وي يو (اليسار)، وعلى نينتندو 3دي أس (اليمين).

تعود اللعبة إلى العرض الجانبي ثنائي الأبعاد لأول لعبة ماريو ضد دونكي كونغ. يجب على اللاعب توجيه شخصيات اللعبة المسيرة إلى نهاية كل مستوى عن طريق توصيل الرؤوس بخطوط مرسومة إما على شاشة اللمس 3دي أس أو وي يو جيم باد لإنشاء منحدرات أو جسور لمساعدة الألعاب في عبور الفجوات أو تجنب المخاطر. يحتوي كل مستوى أخير على ميني ماريو الملعون. سيحتاج اللاعب إلى توجيه شخصية لعبة المسيرة إلى ميني ماريو ملعون حيث لا يمكن لـ ميني ماريو ملعون دخول باب الهدف.

## التطوير والإصدار
تم الكشف عن عرض تقني للعبة في مؤتمر مطوري الألعاب في مارس 2014 لإظهار نينتندو ويب فريمورك، وهي مجموعة من الأدوات للمطورين لصنع ألعاب وي يو مع لغات برمجة بسيطة شائعة مثل HTML5. في عرض فيديو الحدث الرقمي قبل معرض الترفيه الإلكتروني لعام 2014 من نينتندو، تم تأكيد إصدار اللعبة على وي يو في عام 2015. أعلنت نينتندو عن العنوان النهائي وتواريخ الإصدار وتأكيد إصدار نينتندو 3دي أس في عرض نينتندو دايركت في يناير 2015، وأن اللعبة ستدعم مفاهيم اللعب عبر الأنظمة الأساسية والشراء المتبادل. جاءت اللعبة في الأقراص الضوئية المادية وبطاقات الألعاب ثلاثية الأبعاد في اليابان، وبينما كانت علب ألعاب وي يو و3دي أس متاحة في متاجر التجزئة في أوروبا، لم تتضمن وسائط مادية، بل رمز تنزيل مطبوع لاستخدامه في متجر نينتندو إي شوب المعني.

## التقييم
| استقبال |                           |
| --- | ------------------------- |
| مجموع النقاط المجموع نقاط ميتاكريتيك Wii U: 70/100 (26 مراجعة) [ 5 ] نتائج المراجعة نشرة نقاط إلكترونك غيمينغ مونثلي 7/10 [ 6 ] غيم سبوت 5/10 [ 7 ] آي جي إن 6.8/10 نينتندو لايف 8/10 [ 8 ] |                           |
| مجموع النقاط |                           |
| المجموع | نقاط                      |
| ميتاكريتيك | Wii U: 70/100 (26 مراجعة) |
| نتائج المراجعة |                           |
| نشرة | نقاط                      |
| إلكترونك غيمينغ مونثلي | 7/10                      |
| غيم سبوت | 5/10                      |
| آي جي إن | 6.8/10                    |
| نينتندو لايف | 8/10                      |

تلقت اللعبة آراء متباينة إلى إيجابية، مع مجموع نقاط ميتاكريتيك 70/100 لإصدار وي يو. أعطى آي جي إن اللعبة 6.8 / 10، مشيدًا بالتحدي الذي تمثله اللعبة وكمية المحتوى الكبيرة، لكنه اشتكى من عدم وجود أفكار جديدة. انتقد إلكترونك غيمينغ مونثلي أيضًا الافتقار إلى الابتكار، لكنه اختتم مقابلتهم بالقول إنه «[إذا] كان المزيد من تلك الصيغة القوية والبسيطة والممتعة هو ما تريد المزيد منه، حسنًا - تيببينغ ستارز هو ذلك تمامًا».

## الملاحظات
1. ↑  (باليابانية: マリオ vs. ドンキーコング　みんなでミニランド)
2. ↑  الشراء المشترك يعني أن عملية شراء واحدة على وي يو أو نينتندو 3دي أس إي شوب تتيح للمستخدم تنزيل اللعبة على كلا الجهازين. يعني اللعب المشترك أن تقدم المستخدم المحفوظ والمستويات التي أنشأها المستخدم ستظهر على كلا الجهازين.